# Jim Gottfridsson
Jim Gottfridsson (Ystad,  2. rujna 1992.) švedski je rukometaš koji igra za SG Flensburg-Handewitt i reprezentaciju Švedske.
Sa švedskom reprezentacijom sudjelovao je na ljetnim Olimpijskim igrama u Rio de Janeiro, na rukometnom natjecanju.

## Vanjske poveznice
- Jim Gottfridsson[neaktivna poveznica] na stranicama SG Flensburg-Handewitt